# First/Dreams Come True
First è il terzo singolo estratto dal loro primo album giapponese Diamond.
La canzone è stata registrata nel 2010.

## Pubblicazione
La canzone è stata pubblicata ad ottobre con il singolo "Dreams Come True".

## Esibizioni dal vivo
Le 4Minute si sono esibite con il singolo nei loro Showcase e nel loro tour.

## Tracce
1. First
2. Dreams Come True
3. Highlight
4. First (Karaoke)
5. Dreams Come True (Karaoke)

## Classifiche
| Classifica                 | Posizione massima |
| -------------------------- | ----------------- |
| Gaon Digital chart         | 7                 |
| Gaon Streaming chart       | 9                 |
| Gaon Download chart        | 9                 |
| Gaon BGM chart             | 1                 |
| Gaon Mobile Ringtone chart | 2                 |

### Dreams Come True
Dreams Come True è il terzo e quarto singolo giapponese sotto la casa siscografica Far Eastern Entertainment.
Il singolo è il primo estratto da Best of 4Minute.
La canzone è stata registrata nel 2010.

## Classifiche
| Classifica                 | Posizione massima |
| -------------------------- | ----------------- |
| Gaon Digital chart         | 26                |
| Gaon Streaming chart       | 15                |
| Gaon Download chart        | 8                 |
| Gaon BGM chart             | 21                |
| Gaon Mobile Ringtone chart | 5                 |